# 関義弘
関 義弘 （せき よしひろ、1954年4月8日 - ）は、日本の政治家。静岡県駿東郡清水町長（2期）。清水副町長（1期）。元柿田川湧水太鼓保存会打手頭。

## 来歴
東京理科大学理工学部卒業。設備機材販売会社勤務を経て、1978年に清水町役場に入り、企画財政課長や総務課長などを歴任。
2015年3月から2019年2月まで副町長を務めた。
2019年、新人同士の一騎打ちとなった町長選で元町議の花堂晴美を破り、初当選。